# École des cadets gentilshommes
Les compagnies de jeunes gentilshommes ou compagnies de cadets sont des écoles françaises d'officiers subalternes créées en 1682 à l'initiative de Louvois. Elles forment pour l'infanterie des jeunes hommes de 14 à 25 ans, issus de la noblesse peu fortunée ou quelquefois de la bourgeoisie aisée. Elles dispensent une formation militaire, des cours d'escrime et de danse, mais aussi de mathématiques, de fortification, de dessin et d'allemand.
Elles sont supprimées en 1696. Rétablies en 1726, elles sont regroupées en 1732, à Metz, en une compagnie unique. Cette dernière est licenciée en 1733.
En 1669, des « compagnies des gardes de la marine » sont créées pour former les officiers de la Marine royale. Une compagnie de cadets est créée en 1730 pour former les officiers des régiments d'infanterie des colonies.

## Les cadets jusqu'en 1682
Sous l'Ancien Régime, les jeunes gentilshommes font un apprentissage des armes qui dépend de leur naissance et de leur fortune. Les plus avantagés, promis à devenir rapidement officiers supérieurs, font leur apprentissage comme pages, ou dans les corps de la maison militaire du roi, dans la gendarmerie, ou dans une coûteuse académie où ils apprennent l'équitation, l'escrime et la danse. En ce qui concerne les gentilshommes cadets de famille pauvre et les roturiers aisés, ils sont destinés à devenir officiers subalternes. Ils sont formés au sein même des troupes, répartis entre les compagnies. On leur donne durant cette formation le nom de cadets. Selon le père Daniel, qui écrit en 1721 sans préciser quelle période il évoque, les cadets ne perçoivent pas de solde, ne sont pas inscrits sur les rôles, et ils peuvent prendre congé à tout moment : « Ils servaient seulement pour apprendre le métier de la guerre, et se rendre capables d'y avoir de l'emploi. »
Ce système de formation des cadets donne longtemps satisfaction. Mais, sous Henri IV, il se dégrade. François de La Noue constate que dans les compagnies les jeunes gens subissent la mauvaise influence de soudards débauchés. Il est le premier à soumettre un projet d'académies militaires pour les cadets.
En 1629, Richelieu fonde deux écoles qui disparaissent peu après. Les cadets deviennent si nombreux dans les régiments que Louis XIV, par l'ordonnance du 25 février 1670, en limite le nombre à deux par compagnie, et fixe l'âge limite à 18 ans.

## Compagnies de cadets de l'infanterie

### Les neuf compagnies de 1682
En juin 1682 (le 12 juin, selon certaines sources), on établit à l'initiative de Louvois « comme des écoles militaires pour la jeune noblesse, à dessein d'y former des officiers au métier de la guerre ». On met sur pied neuf compagnies appelées « compagnies de jeunes gentilshommes » ou « compagnies de cadets ». Elles tiennent garnison à Besançon, à Brisach, à Strasbourg, à Metz (par la suite à Sarrelouis), à Tournai, à Charlemont, à Valenciennes (à partir de 1687 à Belfort), à Longwy et à Cambrai. Les cadets doivent être âgés de 14 à 25 ans. Selon l'ordre du roi, ils doivent tous être gentilshommes, mais Louvois autorise le recrutement de bourgeois<
Des officiers et sous-officiers assurent l'encadrement. Ils dirigent les manœuvres, ainsi que les exercices, qui sont ceux de l'infanterie : maniement de la pique, du mousquet et du fusil. Toutefois, les capitaines relèvent les noms des cadets sachant monter et possédant assez de bien pour se mettre en équipage. Ceux-là seront peut-être amenés à servir dans la cavalerie ou dans les dragons. Les cadets suivent des cours d'escrime et de danse. Ils sont également formés aux mathématiques, à l'art des fortifications, au dessin et à la langue allemande. Un maître d'écriture apporte un soutien aux cadets en difficulté dans ce domaine.
Le succès est considérable : en 1684, on compte 475 cadets dans chacune des neuf compagnies, soit un effectif total de 4 275 cadets.
Louvois meurt en 1691. Le 1er août 1694, sept compagnies sont supprimées. Seules subsistent celles de Strasbourg et de Tournai. Elles sont à leur tour licenciées le 1er avril 1696.

### Les six compagnies de 1726
Le 16 décembre 1726, le secrétaire d'État de la Guerre Claude Le Blanc crée six compagnies de cadets. Le but est différent de celui poursuivi par Louvois : ces compagnies de cadets doivent former les officiers qui serviront dans les régiments de milice provinciale levés en 1688. Chaque cadet affecté en tant que sous-lieutenant devra l'être dans une compagnie dont les miliciens seront de sa province. Les six compagnies de cadets comptent chacune cent gentilshommes de 16 à 20 ans. Ils servent sans solde. Durant l'année 1727, les six compagnies sont réparties entre Bayonne, Cambrai, Caen, Metz, Perpignan et Strasbourg.
Le 20 mai 1729, quatre d'entre elles sont réformées. On conserve celles de Metz et de Strasbourg. On les porte à 300 cadets chacune, en grossissant Metz des effectifs de Caen et de Cambrai, et Strasbourg de ceux de Bayonne et de Perpignan.

### La compagnie de la citadelle de Metz
Par ordonnance du 10 juin 1732, la compagnie de Strasbourg est incorporée dans celle de Metz, qui compte désormais 600 cadets. Elles sont encadrées par un état-major complet et 14 professeurs : un maître de mathématiques et trois adjoints, deux maîtres d'allemand et deux adjoints, deux maîtres de danse et de maintien, deux maîtres d'armes et deux prévôts d'armes.
En novembre 1732, puis en février 1733, des cadets deviennent officiers, mais pas dans les milices : dans des régiments de cavalerie, de dragons et de carabiniers. En 1733, survient la crise de succession du royaume de Pologne. De mai à septembre, 338 cadets sont affectés comme sous-lieutenants dans les milices.
La compagnie de la citadelle de Metz est licenciée par l'ordonnance du 22 décembre 1733. Les cadets sont renvoyés dans leurs familles, ou incorporés dans les régiments.
Si les compagnies de cadets gentilshommes avaient vocation à produire des officiers subalternes, elles n'en ont pas moins formé, rappelle Léon Hennet, « d'excellents officiers-majors » et des « officiers généraux, quelques-uns de mérite ».

### Naissance de l'École militaire
En 1751, l'École militaire est créée « pour venir en aide à la noblesse pauvre et assurer le bon recrutement des officiers ». Lucien Mouillard n'y voit pour le moment qu'« une fondation philanthropique […] surtout un établissement scolaire ». Sous Napoléon Ier, l'École militaire est transformée. Elle devient une véritable école d'officiers. La France, dit Léon Hennet, va « posséder un établissement pouvant rivaliser avec ceux de Berlin et de Saint-Pétersbourg. L'éducation militaire entre dès lors dans une nouvelle voie. »

## Compagnies des gardes de la marine
En 1669, Colbert crée deux « compagnies des gardes de la marine », l'une à Toulon, l'autre à Rochefort. Les gardes de la marine, ou gardes de marine, sont « des gentilshommes choisis et entretenus par le roi dans les ports pour apprendre le service de la marine, et en faire des officiers ». Le 18 octobre 1683, les compagnies passent au nombre de trois. La première est à Toulon sous les ordres de M. Sartous, la deuxième à Brest sous les ordres de M. des Nols et la troisième à Rochefort sous les ordres du « chevalier de Flacourt ». Les cadets-gentilshommes doivent être âgés de moins de 16 ans.

## Compagnies de cadets pour le service des troupes des colonies
Le 27 mai 1730 est instituée à Rochefort une « compagnie de cadets pour le service des troupes des colonies ». Accueillant 24 cadets, elle est destinée à pourvoir les postes vacants d'officier dans les régiments d'infanterie des colonies. Cette compagnie est supprimée à la Révolution.
Le 13 décembre 1779, une ordonnance royale établit une compagnie de cadets-gentilshommes à l'île de Ré, pour le service des colonies,.

## Anciens cadets-gentilshommes
- Pierre de Fabrique - compagnie des cadets-gentilshommes de Besançon en 1686, pensionné du roi en 1707, commandant du second bataillon du régiment de Vexin.
- François de Missolz - compagnie des cadets-gentilshommes de Besançon en 1686, major au régiment de Languedoc en 1708.
- Claude Alexandre, marquis de Toustain d'Écrennes - compagnie des cadets-gentilshommes de Metz en 1732, lieutenant général le 1er janvier 1784.
- Auguste de Keralio - compagnie des cadets-gentilshommes de Metz en 1732, colonel d'infanterie en 1757.
- Jacques François Dugommier - compagnie des cadets-gentilshommes des colonies en 1753.